# Ficus carautana
Ficus carautana là một loài thực vật có hoa trong họ Moraceae. Loài này được L.J.Neves & Emygdio mô tả khoa học đầu tiên năm 2004.